# Codec2
Codec2 eller Codec 2 er en lav-bithastighed tale audio codec, som er patent fri og open source. 
Codec2 komprimerer tale ved at anvende sinusfunktionskodning, en metode specialiseret til tale fra mennesker. Bithastigheder fra 3200 til 700 bit/s er succesfuldt blevet skabt. Codec2 blev designet til at blive anvendt til amatørradio og andre anvendelser af højkompression af menneskestemmer.

## Oversigt
Codec'en blev udviklet af David Rowe (Amatørradio kaldenavn VK5DGR), med støtte og samarbejde af andre forskere (fx, Jean-Marc Valin fra Speex). 
Codec2 anvender sinusfunktionskodning til at modellere tale.
Codec2 kan anvendes til bithastighederne 3200, 2400, 1600, 1400, 1300, 1200, 700 og 450 bit/s. Codec2 yder bedre end de fleste andre lav-bithastighed tale-codecs.
Codec-softwaren er open source og er frit tilgængeligt fra et subversion (SVN) repository. 
Kildekoden er udgivet under LGPL Version 2.1  Codec-softwaren er blevet på Linux og MS Windows.
Codec'en er blevet præsenteret på mange forskellige konferencer og har modtaget 2012 ARRL Technical Innovation Award, og Linux Australia Conference's Best Presentation Award.

## Brug
Codec2 bliver anvendt i adskillige radioer og Software Defined Radio-systemer:
- FreeDV[7]
- FlexRadio 6000 series[8]
- SM1000[9]